# Stefán Jónsson (piłkarz ręczny)
Stefán Jónsson (ur. 25 kwietnia 1944) – islandzki piłkarz ręczny, olimpijczyk.
Reprezentował Islandię w grze w piłkę ręczną na Letnich Igrzyskach Olimpijskich 1972, które odbyły się w Monachium. Drużyna w której grał zajęła 12. miejsce.